# ريتشارد غارفيلد
ريتشارد غارفيلد (بالإنجليزية: Richard M. Garfield)‏ هو بروفيسور أمريكي، ولد في 27 أكتوبر 1953 في أوتيكا في الولايات المتحدة.